# Mundochthonius japonicus
Espèce
Synonymes
- Mundochthonius scolytidis Morikawa, 1954
- Mundochthonius tripartitus  Morikawa, 1956
- Mundochthonius imadatei Morikawa, 1956

Mundochthonius japonicus est une espèce de pseudoscorpions de la famille des Chthoniidae.

## Distribution
Cette espèce est endémique du Japon.

## Liste des sous-espèces
Selon Pseudoscorpions of the World (version 3.0) :
- Mundochthonius japonicus imadatei Morikawa, 1956
- Mundochthonius japonicus japonicus Chamberlin, 1929
- Mundochthonius japonicus scolytidis Morikawa, 1954
- Mundochthonius japonicus tripartitus Morikawa, 1956

## Étymologie
Son nom d'espèce lui a été donné en référence au lieu de sa découverte, le Japon.

## Publications originales
- Chamberlin, 1929 : On some false scorpions of the suborder Heterosphyronida (Arachnida - Chelonethida). Canadian Entomologist, vol. 61, p. 152-155.
- Morikawa, 1954 : On some Pseudoscorpions in Japanese limegrottoes. Memoirs of Ehime University, Sect. II, sér. B, vol. 2, p. 79-87.
- Morikawa, 1956 : Cave pseudoscorpions of Japan (I). Memoirs of Ehime University, Sect. II, sér. B, vol. 2, p. 271-282.